# (3368) Duncombe
(3368) Duncombe (1985 QT) – planetoida z grupy pasa głównego asteroid okrążająca Słońce w ciągu 6,24 lat w średniej odległości 3,39 j.a. Odkrył ją Edward Bowell 22 sierpnia 1985 roku.